# Luteinizáló hormon

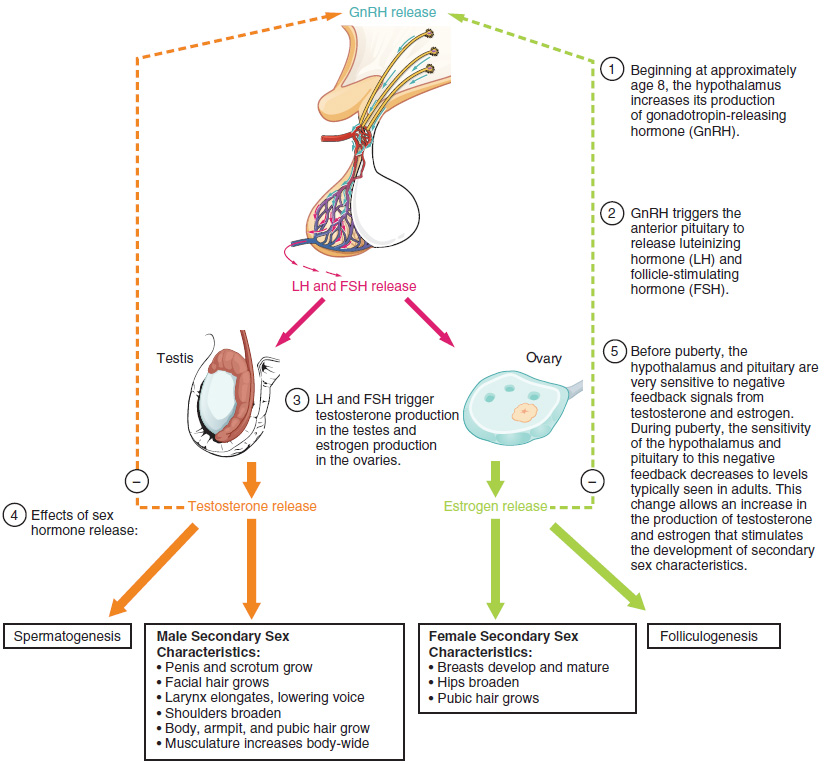
A nemi hormonok hatásai

A luteinizáló hormon (vagy lutropin, rövidítve LH) az agyalapi mirigy elülső lebenye által termelt hormon. Nőkben a petesejtérést és a petefészek sárgatestjének fejlődését indítja meg. Férfiakban (itt néha intersticiális sejt-stimuláló hormonnak, ICSH-nak is nevezik) a herék Leydig-sejtjeiben stimulálja a tesztoszterontermelést. A follikuluszstimuláló hormonnal kölcsönösen erősítik egymás hatását.

## Szerkezete
A luteinizáló hormon egy heterodimer fehérje, vagyis két eltérő alegységből áll, amelyek nem-kovalensen (diszulfid-híd nélkül) kapcsolódnak egymáshoz. Mind az alfa, mind a béta alegység glikoprotein, vagyis szénhidrátmolekulák kötődnek hozzájuk. Szerkezete hasonlít a többi glikoprotein-hormonhoz (follikuluszstimuláló hormon (FSH), pajzsmirigyserkentő hormon (TSH), vagy humán chorio-gonadotropin (hCG)).
- az alfa alegység azonos mind az LH, az FSH, a TSH és a hCG esetében. Emberben 92 aminosavból áll, de szinte valamennyi többi gerincesben 96 aminosav építi fel (a gerincteleneknek nincsenek glikoprotein hormonjaik)
- A béta alegység más-más a fenti hormonok esetében. A luteinizáló hormon béta alegysége 120 aminosavból tevődik össze, és ez határozza meg hatásának specifikusságát és a receptor felismerését. Az LH és a hCG béta alegysége nagy hasonlóságot mutat, még egymás receptorjait is képesek aktiválni. A hCG béta alegység azonban 24 aminosavval hosszabb és a hozzájuk kapcsolódó cukormolekulák is különböznek.

A luteinizáló hormon féléletideje 20 perc, jóval rövidebb mint az FSH (3–4 óra) vagy a hCG (24 óra) esetében.
Az alfa alegység génje a 6. kromoszómán, a bétáé pedig a 19. kromoszómán található.

## Funkciója
A luteinizáló hormon a reprodukciós szervekre hat.

### Nőkben

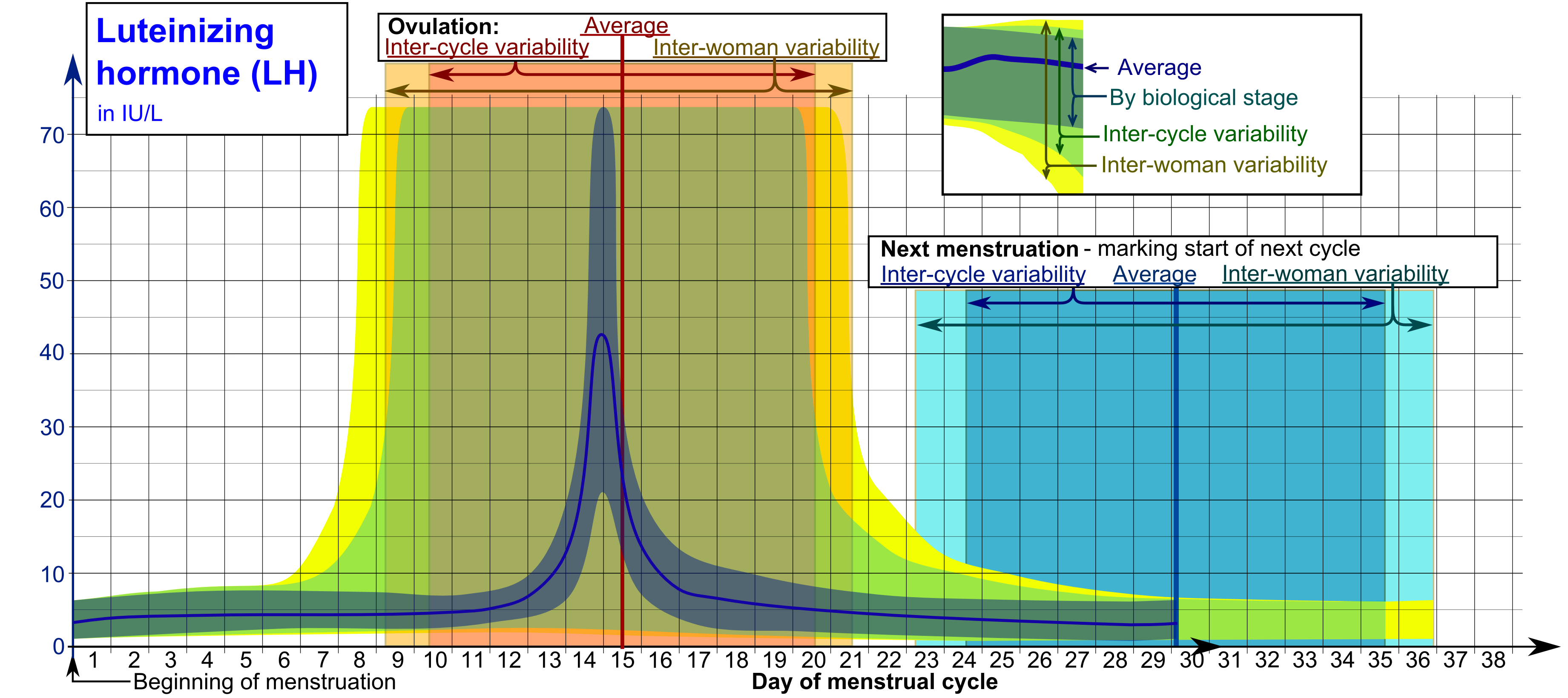
A luteinizáló hormon szintjének változása a menstruációs ciklus során

A lutenizáló hormon az idő nagy részében igen alacsony szinten van tartva a vérben, de a menstruációs ciklus közepén, amikor a petesejtet tartalmazó tüsző kellően érett, az agyalapi mirigy nagy mennyiséget szabadít fel belőle és szintje sokszorosára nő. Ez az "LH-impulzus" 24-48 órán át tart. Kiváltó okára több elmélet is van, egyik szerint az érett tüsző által termelt 17-hidroxiprogeszteron indítja be közvetett lépésekkel, míg egy másik szerint akkor szabadul fel a luteinizációs hormon, amikor az ösztradiol koncentrációja elér egy küszöbértéket. A magas LH-szint beindítja a tüszőrepedést (az ovulációt) és a tüsző átalakulását sárgatestté (corpus luteummá). Utóbbi progeszteront termel, ami felkészíti a méhet az esetleges terhességre. A luteinizáló hormonra feltétlenül szükség van a sárgatest működéséhez a menstruációs ciklus második felében. Terhesség esetén az LH mennyisége visszaesik és a sárgatest funkcióját a méhlepény által szintetizált humán chorion-gonadotropin fogja fenntartani. 

### Férfiakban
A luteinizáló hormon itt a herék Leydig-sejtjeiban aktiválja a tesztoszteron elválasztását. Ha a tesztoszteron mennyisége a vérben túl kicsi, a hipotalamusz gonadotropin-felszabadító hormont (GnRH) bocsát ki, ami az agyalapi mirigyet luteinizáló hormon szekréciójára serkenti. A növekvő tesztoszteronszint negatív visszacsatolás révén gátolja a GnRH-kibocsátást a hipotalamuszban. A férfi és női szteroidhormonok többnyire valamennyien csökkentik a GnRH szekrécióját és az agyalapi mirigy gonadotrop sejtjeinek (ahol a luteinizáló hormon szintézise zajlik) GnRH-val szembeni érzékenységét is.  
Férfiak esetében a szexuális izgalom a luteinizáló hormon és azon keresztül a tesztoszteron szintjének hirtelen emelkedéséhez vezet.
Az LH szintje gyerekekben nagyon alacsony, a menopauzát elérő nőkben pedig magas. Reproduktív korban lévő nők esetében a koncentrációja általában 1-20 IU/L (nemzetközi egység literenként), a menstruáció közepén, az LH-impulzus alatt pedig akár 70 IU/L is lehet. A 18 éven felüli férfiakban szintje 1,8-8,6 IU/L közötti.

## Ovulációs tesztek

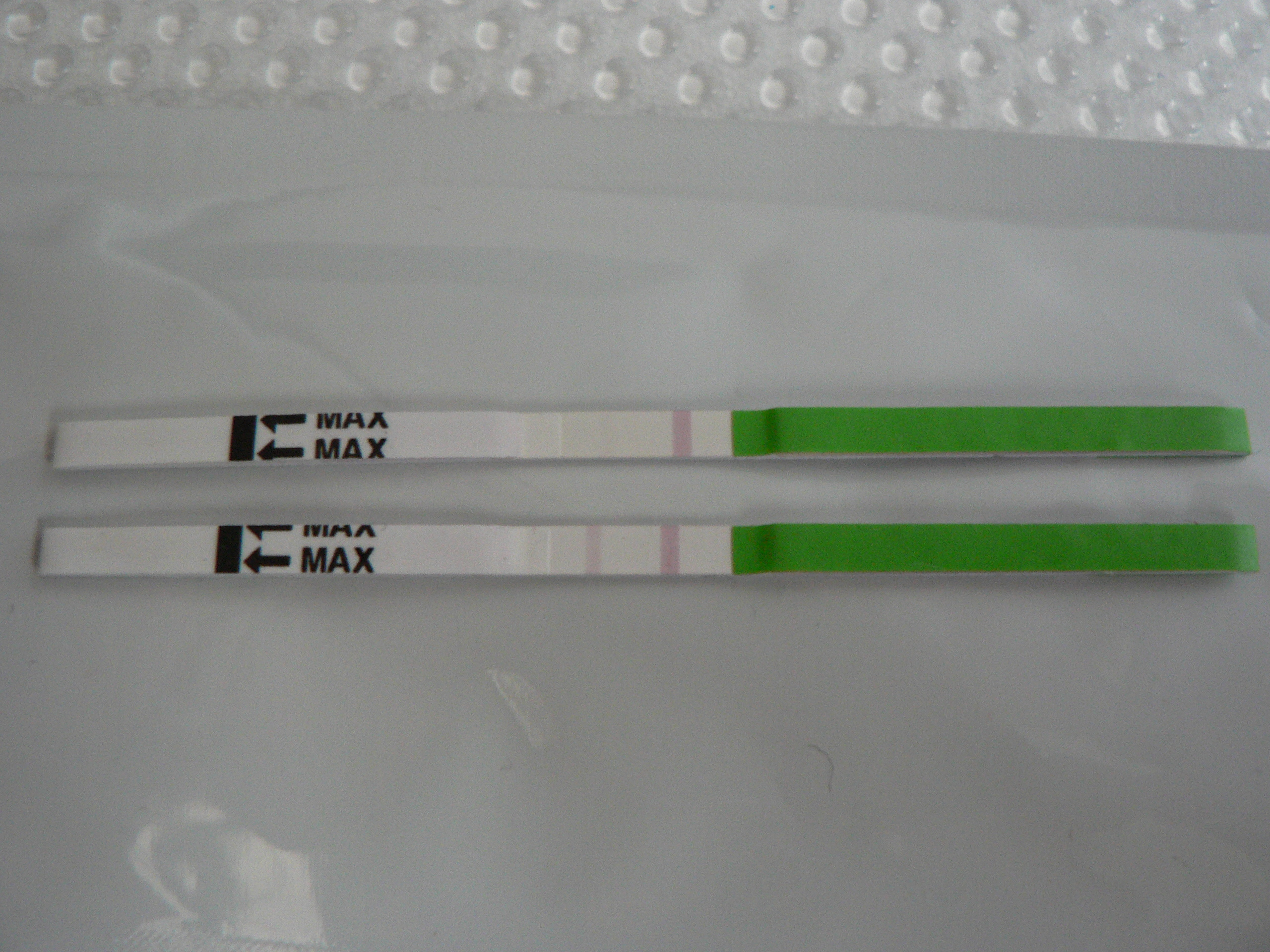
Luteinizáló hormont detektáló tesztcsík

Mivel a luteinizációs hormon szintjének meredek emelkedése megelőzi a tüszőrepedést és a petesejt kiszabadulását, koncentrációjának napi monitorozásával megállapítható, hogy a nő mikor van a leginkább fogamzóképes állapotban. Erre a célra olyan teszteket forgalmaznak, amelyek a vizeletből képesek meghatározni az LH-szint magas értékét.  A pozitív eredmény azt jelzi, hogy az ovulációra egy-két napon belül sor kerül, vagyis a fogamzás esélye két nappal később a legmagasabb. Az LH-szint követése a teherbeesés elkerülésére nem alkalmas, mert a spermiumok a közösülés után több napig életképesek maradhatnak és a hormonszint növekedése csak a fogamzóképességi ablakperiódus kezdete után indul meg. 

## Kóroki szerepe

### Túlműködés
Korai pubertás esetén gyerekekben is lehet olyan magas LH-szint ami csak a serdülőkorra jellemző. Felnőtt nőknél a viszonylag (de nem kórosan) magas LH policisztás petefészek-szindrómát jelezhet. Az LH és az FSH állandó magas koncentrációja a menopauza után normális, az előtt azonban betegségek tünete lehet:
- korai menopauza
- Turner-szindróma vagy a nemi szervek egyéb fejlődési rendellenessége
- Swyer-szindróma
- veleszületett mellékvese-megnagyobbodás
- a herék alulműködése

Terhesség esetén a chorion-gonadotropin béta alegysége fals pozitív eredményt adhat az LH-teszteknél.

### Alulműködés
A luteinizáló hormon alacsony szintje a nemi szervek alulműködését vonja maga után. Férfiaknál ez alacsony spermiumszámban, nőknél a menstruációs ciklus kimaradásában (amenorrhoea) mutatkozhat. Egyes betegségeknek a nagyon kis LH-mennyiség a tünete: 
- Pasqualini-szindróma[10][11]
- Kallmann-szindróma
- az agyalapi mirigy vagy a hipotalamusz alulműködése
- evészavar/éhezés (akár túlzott diéta formájában)
- hiperprolaktinémia (magas prolaktin-szint)
- hipogonadizmus
- gonadotropin-felszabadító hormonnal antagonista gyógyszer szedése

A luteinizáló hormont (follikuluszstimuláló hormonnal együtt) menotropin néven  termékenységi zavarok esetén gyógyszerként is alkalmazzák.  

## Fordítás
- Ez a szócikk részben vagy egészben  a   Luteinizing hormone című angol Wikipédia-szócikk ezen változatának fordításán alapul.  Az eredeti cikk szerkesztőit annak laptörténete sorolja fel. Ez a jelzés csupán a megfogalmazás eredetét és a szerzői jogokat jelzi, nem szolgál a cikkben szereplő információk forrásmegjelöléseként.